# Fenocopia
En genética se denomina fenocopia al individuo o grupo de individuos de una población que, careciendo de un genotipo dado, posee el mismo fenotipo que aquel que sí posee dicho genotipo. Esto es, que expresa un carácter independientemente de su dotación de genes debido a la injerencia de un factor del medio ambiente y que dicha expresión es compartida por otro tipo de individuos en los cuales el origen es endógeno.
Un ejemplo claro es la acondroplasia.
- Datos: Q937024